# Manuel Zurria
Manuel Zurria (* 1962 in Catania) ist ein italienischer Flötist.

## Leben
Zurria erhielt seine musikalische Ausbildung in Rom, wo er auch lebt. Er wirkte als Solist in den Produktionen für Musiktheater L'esequie della luna von Francesco Pennisi (1991) und Orfeo cantando … tolse von Adriano Guarnieri (1994). Mit Salvatore Sciarrino arbeitete er an den Projekten Omaggio a Burri für das Festival delle Nazioni in Città di Castello (1995), Nuvolario für das Festival Milano Musica (1995) und Il Cerchio tagliato dei suoni für das Mittelfest von Cividale del Friuli (1997).
Zurria trat bei internationalen Festivals auf, u. a. bei der Musikbiennale von Venedig und bei den Darmstädter Ferienkursen für moderne Musik und spielte die Uraufführung von Werken zahlreicher zeitgenössischer Komponisten wie Claudio Ambrosini, Sylvano Bussotti, Aldo Clementi, Franco Donatoni, Luca Francesconi, Stefano Gervasoni, Roberto Carnevale, Claude Lenners, Gabriele Manca, Yan Maresz, Franco Oppo, Maurizio Pisati, Fausto Razzi, Fausto Romitelli und Yoshihisa Taïra.
Mit dem Klarinettisten Paolo Ravaglia, dem Violinisten Aldo Campagnari, dem Cellisten Francesco Dillon und dem Pianisten Oscar Pizzo bildet er das Ensemble Alter Ego.
| Personendaten    | Personendaten         |
| ---------------- | --------------------- |
| NAME             | Zurria, Manuel        |
| KURZBESCHREIBUNG | italienischer Flötist |
| GEBURTSDATUM     | 1962                  |
| GEBURTSORT       | Catania, Italien      |